# Enrico Tivaroni
Enrico Antonio Tivaroni (Zara, 13 maggio 1841 – Padova, 13 agosto 1925) è stato un magistrato e politico italiano.

## Biografia
Laureato a Padova, città dove si stabilisce dopo gli studi inferiori, in magistratura dal 1862 come praticante presso il Tribunale di Padova, dopo l'annessione del Veneto è stato giudice a Genova e Napoli. Promosso consigliere di corte d'appello a Palermo, ha presieduto a Firenze, Ancona, Venezia e Roma, concludendo la carriera come procuratore generale presso la Corte di cassazione.